# 全日本ジュニア馬場馬術大会
全日本ジュニア馬場馬術大会（ぜんにほんじゅにあばばばじゅつたいかい）は、日本馬術連盟が主催するジュニア世代によって争われる馬場馬術の全国大会である。

## 概要
ヤングライダー選手権（16歳～22歳）、ジュニアライダー選手権（14歳～18歳）、チルドレンライダー選手権（10歳～16歳）と、3つの年代別カテゴリーの馬場馬術日本一を決める大会である。通称ジュニ選（じゅにせん）。第40回大会（2023年）より、従来の3カテゴリーに加え、新たに20～30歳を対象としたU30カテゴリーが設けられた。

## 競技種目
競技は2日間に渡って行われ、各クラスでそれぞれ予選競技と決勝競技がある。チルドレンライダー選手権は予選、決勝ともに規定演技となるが、ヤングライダー選手権とジュニアライダー選手権は予選が規定演技、決勝が自由演技（キュア）で構成される。
選手は同時に2つのクラスにエントリーすることはできない。ただし異なる乗馬であれば同じクラスで2頭までエントリー可能で、2頭ともに予選通過した場合は決勝での出場馬1頭を選択することになる。
| 競技番号  | 競技名                                                        | 実施課目                                                     |
| --------- | ------------------------------------------------------------- | ------------------------------------------------------------ |
| 第1競技   | ヤングライダー馬場馬術選手権 ／ JOCジュニアオリンピックカップ |                                                              |
| 第1-1競技 | ヤングライダー選手権①                                         | FEI ヤングライダー個人競技馬場馬術課目2009（2017年改定版）   |
| 第1-2競技 | ヤングライダー選手権②                                         | FEI 自由演技ヤングライダー馬場馬術課目 2009                  |
| 第2競技   | ジュニアライダー馬場馬術選手権                                |                                                              |
| 第2-1競技 | ジュニアライダー選手権①                                       | FEI ジュニアライダー個人競技馬場馬術課目2009（2017年改定版） |
| 第2-2競技 | ジュニアライダー選手権②                                       | FEI 自由演技ジュニアライダー馬場馬術課目 2009                |
| 第3競技   | チルドレンライダー馬場馬術選手権                              |                                                              |
| 第3-1競技 | チルドレンライダー選手権①                                     | JEF 馬場馬術競技 L1課目 2013                                 |
| 第3-2競技 | チルドレンライダー選手権②                                     | JEF 馬場馬術競技 L2課目 2013                                 |

## 選手権競技の歴代優勝人馬

### 全日本ヤングライダー馬場馬術選手権
第1回から第14回まではジュニア選手権として年齢区分22歳以下で実施。15回以降は年齢区分16歳〜22歳で実施。
| 回     | 年度   | 優勝選手      | 乗馬                     | 所属                       | 開催地                         |
| ------ | ------ | ------------- | ------------------------ | -------------------------- | ------------------------------ |
| 第1回  | 1984年 | 塚本親治      | カプリース               |                            |                                |
| 第2回  | 1985年 | 富沢健悟      | 専照                     |                            |                                |
| 第3回  | 1986年 | 岩谷一裕      | 桜修                     |                            |                                |
| 第4回  | 1987年 | 花園亮介      | 桜舞                     |                            |                                |
| 第5回  | 1988年 | 加藤有大      | チェス                   |                            |                                |
| 第6回  | 1989年 | 加藤有大(2)   | ベルチェリー             |                            |                                |
| 第7回  | 1990年 | 上妻和道      | 桜銀                     |                            |                                |
| 第8回  | 1991年 | 人見尚樹      | Hアラゴン                |                            |                                |
| 第9回  | 1992年 | 相馬小次郎    | 明菱                     |                            |                                |
| 第10回 | 1993年 | 北原広之      | 明菱(2)                  |                            |                                |
| 第11回 | 1994年 | 桜井亜須歌    | デュエル                 |                            |                                |
| 第12回 | 1995年 | 桜井亜須歌(2) | ケンニッヒ               |                            |                                |
| 第13回 | 1996年 | 永楽麻紀      | ヴェルナー               |                            |                                |
| 第14回 | 1997年 | 酒井円        | アンジェラス             |                            |                                |
| 第15回 | 1998年 | 稗田龍馬      | アクションジュニア       |                            |                                |
| 第16回 | 1999年 | 稗田龍馬(2)   | ラコステ                 |                            |                                |
| 第17回 | 2000年 | 片岡杏子      | ラコステ(2)              |                            |                                |
| 第18回 | 2001年 | 池添学        | 明潮                     | 明治大学                   |                                |
| 第19回 | 2002年 | 宇佐美結生    | アクションジュニア(2)    | 日本大学                   |                                |
| 第20回 | 2003年 | 宇佐美結生(2) | ムービースター           | 日本大学                   |                                |
| 第21回 | 2004年 | 林伸伍        | ウィローウィム           | 明治大学                   | 御殿場馬術競技場               |
| 第22回 | 2005年 | 戸本一真      | 明月                     | 明治大学                   | 御殿場馬術競技場               |
| 第23回 | 2006年 | 林伸伍(2)     | ウィローウィム(2)        | 明治大学                   | 御殿場市馬術・スポーツセンター |
| 第24回 | 2007年 | 加藤寿幸      | 明月(2)                  | 明治大学                   | 御殿場市馬術・スポーツセンター |
| 第25回 | 2008年 | 照井駿介      | 彩の国マルコポーロ       | 埼玉県馬術連盟             | 御殿場市馬術・スポーツセンター |
| 第26回 | 2009年 | 野村彬仁      | 雷神                     | 日本大学                   | 御殿場市馬術・スポーツセンター |
| 第27回 | 2010年 | 西脇友彦      | 明桑                     | 明治大学                   | 御殿場市馬術・スポーツセンター |
| 第28回 | 2011年 | 照井駿介(2)   | フェラガモ               | 早稲田大学                 | 御殿場市馬術・スポーツセンター |
| 第29回 | 2012年 | 照井駿介(3)   | フェラガモ(2)            | 早稲田大学                 | 御殿場市馬術・スポーツセンター |
| 第30回 | 2013年 | 髙田茉莉亜    | リカルド                 | アイリッシュアラン乗馬学校 | 御殿場市馬術・スポーツセンター |
| 第31回 | 2014年 | 髙田茉莉亜(2) | リカルド(2)              | アイリッシュアラン乗馬学校 | 御殿場市馬術・スポーツセンター |
| 第32回 | 2015年 | 髙田茉莉亜(3) | リカルド(3)              | アイリッシュアラン乗馬学校 | 御殿場市馬術・スポーツセンター |
| 第33回 | 2016年 | 髙田茉莉亜(4) | リカルド(4)              | アイリッシュアラン乗馬学校 | 御殿場市馬術・スポーツセンター |
| 第34回 | 2017年 | 福岡珠緒      | ティーダ                 | リトルホースクラブ         | 御殿場市馬術・スポーツセンター |
| 第35回 | 2018年 | 神村ひより    | ラムゼス・デアツヴァイタ | アイリッシュアラン乗馬学校 | 御殿場市馬術・スポーツセンター |
| 第36回 | 2019年 | 神村ひより(2) | ソラヤ                   | アイリッシュアラン乗馬学校 | 御殿場市馬術・スポーツセンター |
| 第37回 | 2020年 | 吉田友里恵    | レミリア・スペクトル     | アシェンダ乗馬学校         | 日本中央競馬会 馬事公苑        |
| 第38回 | 2021年 | 神村ひより(3) | ザリーノ                 | アイリッシュアラン乗馬学校 | 御殿場市馬術・スポーツセンター |
| 第39回 | 2022年 | 福岡珠緒(2)   | ショコラ・クラシック     | リトルホースクラブ         | 御殿場市馬術・スポーツセンター |
| 第40回 | 2023年 | 吉田友里恵(2) | グランダー               | アシェンダ乗馬学校         | 御殿場市馬術・スポーツセンター |
| 第41回 | 2024年 | 日高凱斗      | サー・ギャラント         | 蒜山ホースパーク           | 日本中央競馬会馬事公苑         |

### 全日本ジュニアライダー馬場馬術選手権
15回から20回までは年齢区分12歳〜18歳で実施。第21回以降は年齢区分14歳〜18歳で実施。
| 回     | 年度   | 優勝選手      | 優勝乗馬                 | 所属                                 | 開催地                         |
| ------ | ------ | ------------- | ------------------------ | ------------------------------------ | ------------------------------ |
| 第15回 | 1998年 | 赤穂久未      | コルネット               |                                      |                                |
| 第16回 | 1999年 | 赤穂久未(2)   | イ・デムディトゥ         |                                      |                                |
| 第17回 | 2000年 | 井上遥        | ブライトン               |                                      |                                |
| 第18回 | 2001年 | 田口智也      | ガボン                   |                                      |                                |
| 第19回 | 2002年 | 田口智也(2)   | ヴァルハラ               |                                      |                                |
| 第20回 | 2003年 | 田口智也(3)   | ヴァルハラ(2)            |                                      |                                |
| 第21回 | 2004年 | 綾部実枝      | ヴァルハラ(3)            |                                      | 御殿場馬術競技場               |
| 第22回 | 2005年 | 柘植和也      | エルヴィス               |                                      | 御殿場馬術競技場               |
| 第23回 | 2006年 | 靏林舞        | ヴァリアント             | 群馬県馬事公苑                       | 御殿場市馬術・スポーツセンター |
| 第24回 | 2007年 | 野村彬仁      | 雷神                     | コンチェルト・クリニック・センター   | 御殿場市馬術・スポーツセンター |
| 第25回 | 2008年 | 西脇友彦      | インテレット             | 乗馬クラブクレインオリンピックパーク | 御殿場市馬術・スポーツセンター |
| 第26回 | 2009年 | 桜井風花      | ヴェスレイ               | 新潟県馬術連盟                       | 御殿場市馬術・スポーツセンター |
| 第27回 | 2010年 | 髙田茉莉亜    | ランドホワイモア         | アイリッシュアラン乗馬学校           | 御殿場市馬術・スポーツセンター |
| 第28回 | 2011年 | 髙田茉莉亜(2) | リッチモンド博士         | アイリッシュアラン乗馬学校           | 御殿場市馬術・スポーツセンター |
| 第29回 | 2012年 | 清水晶子      | ガブリエル8              | 藤沢乗馬クラブ                       | 御殿場市馬術・スポーツセンター |
| 第30回 | 2013年 | 清水晶子(2)   | ガブリエル8(2)           | 藤沢乗馬クラブ                       | 御殿場市馬術・スポーツセンター |
| 第31回 | 2014年 | 駒場勇紀      | マノレッテ               | アイリッシュアラン乗馬学校           | 御殿場市馬術・スポーツセンター |
| 第32回 | 2015年 | 福岡珠緒      | ティーダ                 | リトルホースクラブ                   | 御殿場市馬術・スポーツセンター |
| 第33回 | 2016年 | 神村ひより    | ロリオット               | アイリッシュアラン乗馬学校           | 御殿場市馬術・スポーツセンター |
| 第34回 | 2017年 | 神村ひより(2) | リンドバーグ             | アイリッシュアラン乗馬学校           | 御殿場市馬術・スポーツセンター |
| 第35回 | 2018年 | 吉田友里恵    | バレスティーノ           | アシェンダ乗馬学校                   | 御殿場市馬術・スポーツセンター |
| 第36回 | 2019年 | 櫻井綾音      | アイテンツ               | 乗馬クラブクレインオリンピックパーク | 御殿場市馬術・スポーツセンター |
| 第37回 | 2020年 | 田原まや      | ヒストリー               | ESJ                                  | 日本中央競馬会 馬事公苑        |
| 第38回 | 2021年 | 髙松優希      | エルメス・デアツヴァイタ | アイリッシュアラン乗馬学校           | 御殿場市馬術・スポーツセンター |
| 第39回 | 2022年 | 古山賀奈子    | ワイノット               | アイリッシュアラン乗馬学校           | 御殿場市馬術・スポーツセンター |
| 第40回 | 2023年 | 佐藤滋大      | ヒストリー               | ESJ                                  | 御殿場市馬術・スポーツセンター |
| 第41回 | 2024年 | 松久武玄      | ギーマント               | 藤沢乗馬クラブ                       | 日本中央競馬会馬事公苑         |

### 全日本チルドレンライダー馬場馬術選手権
年齢区分10歳〜16歳で実施。
| 回     | 年度   | 優勝選手         | 優勝乗馬             | 所属                         | 開催地                         |
| ------ | ------ | ---------------- | -------------------- | ---------------------------- | ------------------------------ |
| 第21回 | 2004年 | 三澤理恵子       | ビッグジャガー       | エクウスライディングファーム | 御殿場馬術競技場               |
| 第22回 | 2005年 | 小林彩乃         | ヴァンゴッホ         | NSGライディングディビジョン  | 御殿場馬術競技場               |
| 第23回 | 2006年 | 等々力美帆       | レオ                 | あづみの乗馬苑               | 御殿場市馬術・スポーツセンター |
| 第24回 | 2007年 | 小林彩乃(2)      | ヴァンゴッホ(2)      | NSGライディングディビジョン  | 御殿場市馬術・スポーツセンター |
| 第25回 | 2008年 | 原あきら         | ルビン・スター       | つま恋乗馬倶楽部             | 御殿場市馬術・スポーツセンター |
| 第26回 | 2009年 | 坂井優美         | アラビアンナイト     | NSGライディングディビジョン  | 御殿場市馬術・スポーツセンター |
| 第27回 | 2010年 | 小林奈央         | フェリックス         | NSGライディングディビジョン  | 御殿場市馬術・スポーツセンター |
| 第28回 | 2011年 | 市川舞           | ラーコウコ           | 八王子乗馬倶楽部             | 御殿場市馬術・スポーツセンター |
| 第29回 | 2012年 | 重藤エディット彬 | ティムテイラー       | 藤沢乗馬クラブ               | 御殿場市馬術・スポーツセンター |
| 第30回 | 2013年 | 小森薫子         | ドリームガール       | アイリッシュアラン乗馬学校   | 御殿場市馬術・スポーツセンター |
| 第31回 | 2014年 | 福岡珠緒         | ティーダ             | リトルホースクラブ           | 御殿場市馬術・スポーツセンター |
| 第32回 | 2015年 | 神村ひより       | ラフマニノフ         | アイリッシュアラン乗馬学校   | 御殿場市馬術・スポーツセンター |
| 第33回 | 2016年 | 小代智貴         | ロデオ               | 乗馬クラブクレイン湯布院     | 御殿場市馬術・スポーツセンター |
| 第34回 | 2017年 | 松下かんな       | ラーディ・ヴォンダー | リトルホースクラブ           | 御殿場市馬術・スポーツセンター |
| 第35回 | 2018年 | 曽我太一         | アリーバ・デ・ヘルマ | 乗馬クラブクレイン大阪       | 御殿場市馬術・スポーツセンター |
| 第36回 | 2019年 | 古山賀奈子       | ワイノット           | アイリッシュアラン乗馬学校   | 御殿場市馬術・スポーツセンター |
| 第37回 | 2020年 | 横山寛朗         | エトワール           | シュタール・ジーク           | 日本中央競馬会 馬事公苑        |
| 第38回 | 2021年 | 平賀秀馬         | パイドロス           | リトルホースクラブ           | 御殿場市馬術・スポーツセンター |
| 第39回 | 2022年 | 松岡健心         | グラーティア         | 静岡乗馬クラブ               | 御殿場市馬術・スポーツセンター |
| 第40回 | 2023年 | 村越春花         | フロレンス           | ESJ                          | 御殿場市馬術・スポーツセンター |
| 第41回 | 2024年 | 齋藤勇実         | ポロノチウウィル     | ウイルスタッド               | 日本中央競馬会馬事公苑         |

### 全日本U30馬場馬術選手権
| 回     | 年度   | 優勝選手 | 優勝乗馬    | 所属                | 開催地                         |
| ------ | ------ | -------- | ----------- | ------------------- | ------------------------------ |
| 第40回 | 2023年 | 安田利実 | ベルナルドU | Circle E Horse Farm | 御殿場市馬術・スポーツセンター |
| 第41回 | 2024年 | 安田利実 | ベルナルドU | リトルホースクラブ  | 日本中央競馬会馬事公苑         |